# Terere
Terere är en bergstopp i Kenya. Den ligger i länet Meru, i den centrala delen av landet, 140 km norr om huvudstaden Nairobi. Toppen på Terere är 4 187 meter över havet.
Terrängen runt Terere är kuperad österut, men västerut är den bergig. Trakten runt Terere är nära nog obefolkad, med mindre än två invånare per kvadratkilometer. Det finns inga samhällen i närheten. Trakten runt Terere består i huvudsak av gräsmarker.